# Mähkli järv
Mähkli järv är en sjö i Estland.   Den ligger i landskapet Võrumaa, i den södra delen av landet, 210 km sydost om huvudstaden Tallinn. Mähkli järv ligger 80 meter över havet. I omgivningarna runt Mähkli järv växer i huvudsak blandskog.